# Estação Villejuif - Gustave Roussy
Villejuif - Gustave Roussy é uma estação do Metrô de Paris.
Estará localizada dentro do Parque departamental de Hautes-Bruyères, na rue Édouard-Vaillant 55, em Villejuif, em frente à entrada do instituto Gustave-Roussy, até 2024. Será atendida pela linha 15 e pela linha 14. As plataformas da linha 15 ficarão a 48 metros de profundidade. As duas estações serão sobrepostas e integradas numa mesma obra de engenharia civil. Na superfície, o edifício circular da estação estará localizado no parque.

## Construção
Para realizar este projeto a partir de 2015, a Société du Grand Paris adquiriu um terreno de 7 500 m2 no parque des Hautes-Bruyères ao Conselho departamental do Vale do Marne.
O gestor do projeto arquitetônico da estação é Dominique Perrault, com a acústica Jean-Paul Lamoureux e RPO SAS.
O artista chileno Iván Navarro criará uma instalação de light art na estação em coordenação com Dominique Perrault. Na estação será instalado um céu estrelado, composto por luzes neon e espelhos que darão a ilusão de profundidade infinita. Serão 312 caixotes, que ocuparão os tetos circulares dos níveis subterrâneos, formando então dois relógios de sol futuristas.
A engenharia civil da estação é realizada por um grupo de empresas lideradas pela Vinci Construction Grands Projets.
A construção das paredes diafragma começou no final de 2017. O poço central foi construído a céu aberto, enquanto as extremidades serão construídas no subsolo. O poço central foi concluído no final de 2018. A perfuradora de túneis da linha 14, Allison, chegou à estação em 26 de dezembro de 2019. A perfuradora de túneis da linha 15, Amandine, prevista para fevereiro de 2020, finalmente chegou lá em 18 de junho de 2020.
A inauguração da estação por ocasião do lançamento da extensão sul da linha 14 foi questionada durante uma comissão de acompanhamento do canteiro. Este local, cuja gestão do projeto está a cargo da Société du Grand Paris, só permitirá a abertura ao público após a conclusão das obras da linha 15 sul. Em fevereiro de 2022, o prefeito de Villejuif, Pierre Garzon, confirmou o objetivo de abrir a estação da linha 14 no final de 2024, ou seja, aproximadamente seis meses após o restante da extensão sul, e um ano antes da chegada de linha 15 sul.

## História
A estação é inicialmente nomeada pelo seu nome de projeto Villejuif – Institut Gustave-Roussy. O nome oficial da estação foi definido por meio de consulta pública que acontece de 20 de junho a 4 de julho de 2022 entre três propostas: Villejuif - Gustave Roussy, Parc des Hautes-Bruyères e Campus Grand Parc. Finalmente, conforme anunciado em 27 de julho de 2022, os eleitores escolheram o nome Villejuif - Gustave Roussy.

## Calendário
- 24 de dezembro de 2014: declaração de utilidade pública[12]
- 2017: início da construção
- 2024: lançamento da linha 14, estação não servida
- janeiro de 2025: abertura da estação
- 2025: lançamento da linha 15